# Basílica de San Pietro in Ciel d'Oro
La basílica de San Pietro in Ciel d'Oro (en cielo dorado) es una iglesia medieval de Pavía que  se encuentra en la parte norte del centro histórico, en el interior de una zona llamada Cittadella, ceñida por murallas, que fueron necesarias por motivos militares, pues la zona estaba muy cercana al castillo Visconteo. El nombre de la basílica se debe a que la cobertura de la originaria iglesia, probablemente a cassettoni o capriate lignee a la vista, presentaba una suntuosa decoración con pan de oro. La iglesia tiene la condición de basílica menor.
Fue construida, quizás sobre una iglesia anterior del siglo VI, a principios del siglo VIII a mediados del período lombardo y es mencionada por primera vez por el historiador Pablo el Diácono (720-799). Erigida en estilo lombardo y posteriormente reconstruida en estilo románico entre los siglos XI y XII, la basílica paleocristiana original, San Pietro in Ciel d'Oro, llamada así por las bóvedas doradas, fue construida en el lugar donde fue enterrado san Severino Boecio, filósofo y senador romano asesinado por el rey ostrogodo Teodorico el Grande en 525.
Insigne ejemplo de arquitectura románica lombarda, generalmente considerado, junto con la basílica de San MIguel de Pavía, como el  monumento religioso medieval más importante de la ciudad. La iglesia fue vuelta a consagrar por el papa Inocencio II en el 1132 después de ser ampliamente restaurada pues la iglesia se encontraba en muy mal estado, gozando al mismo tiempo de un gran prestigio y notoriedad en el mundo católico por conservas los restos de  san Agustín y san Severino Boecio (475-525), mártir y padre de la Iglesia.
La iglesia es citada por Dante en la Divina Comedia (Paraíso, Canto X, vv. 124-128) en cuanto sagrada depositaria de restos mortales de Boezio; y por Francisco Petrarca (Letra del Petrarca a Giovanni Boccaccio en Seniles, Lib. V, Lett. 1a), además aparece en una de las últimas novelas del Decameron (Torello y el Saladino, Novela IX, Jornada X) de Giovanni Boccaccio.
Caída en un estado de ruinoso abandono después de las sacrílegas expoliaciones napoleónicas, la basílica fue restaurada y en parte reconstruida entre el 1875 y el 1899.

## Historia

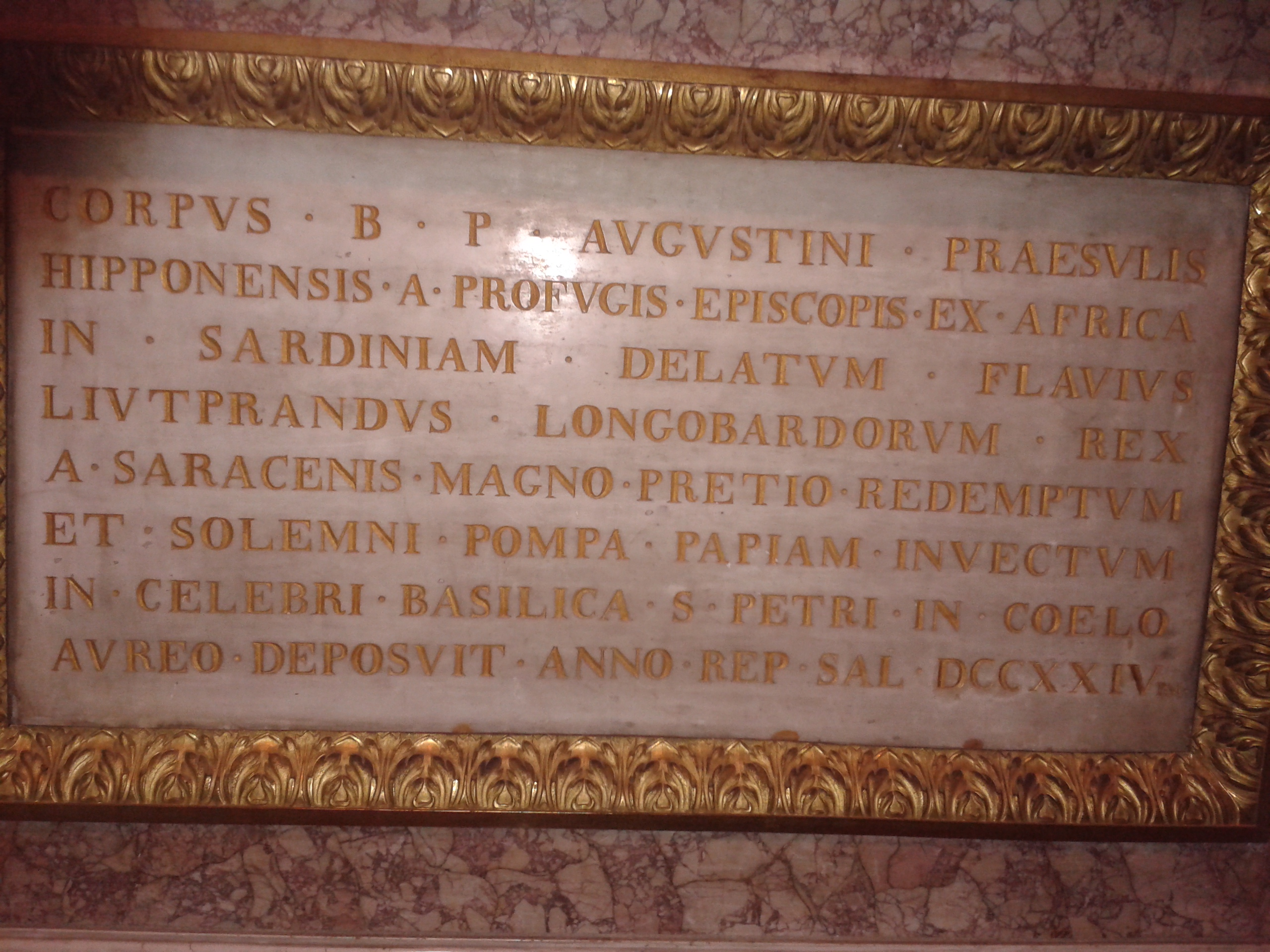
Lápida conmemorativa del traslado de las reliquias por obra de Liutprando

La basílica fue fundada del rey longobardo Liutprando, sobre una precedente iglesia del siglo VI-VII para hospedar los sagrados restos de san Agustín que habían sido custodidasa  hasta el 722 en Cagliari (Cerdeña) en la llamada cripta de san Agustín, donde habían llegado en el 504 desde Hipona, actualmente en Argelia, acompañando a Fulgenzio de Ruspes, exiliado junto con otros obispos del Norte África por el rey vándalo arriano Trasamondo. El rey Liutprando decidió el traslado de los restos de Agustín, temiendo que los sarracenos pudieran robar esta importante reliquia en el curso de sus frecuentes correrías por las riberas del Mediterráneo.
El monasterio que acogía la iglesia estuvo confiado a los monjes de la Orden de san Columbano, fundador en el 614 de una poderosa abadía en Bobbio. En este monasterio de Pavia surgió en el IX siglo también un importante scriptorium y una escuela en la que, tal como ordenó el emperador Lotario debían educarse los estudiantes provenientes de Milán, Brescia, Bergamo, Lodi, Novara, Vercelli, Tortona, Asti, Acqui, Génova y Como. Desde el siglo X el monasterio gozó de numerosos privilegios, entre los que figuraba el de estar sujeto sólo a la autoridad del papa. En el 987 vivía en el monasterio  Maiolo de Cluny quien realizó una reforma de las costumbres monásticas. No muchos años después, en el 1004, el emperador Enrico II encontró abrigo en el recinto fortalecido del monasterio de la furia de vecinos de Pavia que se oponían a su coronación como soberano. En el año 1022 la basílica acogió un importante concilio, presidido por el papa  Benedicto VIII, en el que se tomaron importantes decisiones sobre el celibato de los religiosos.

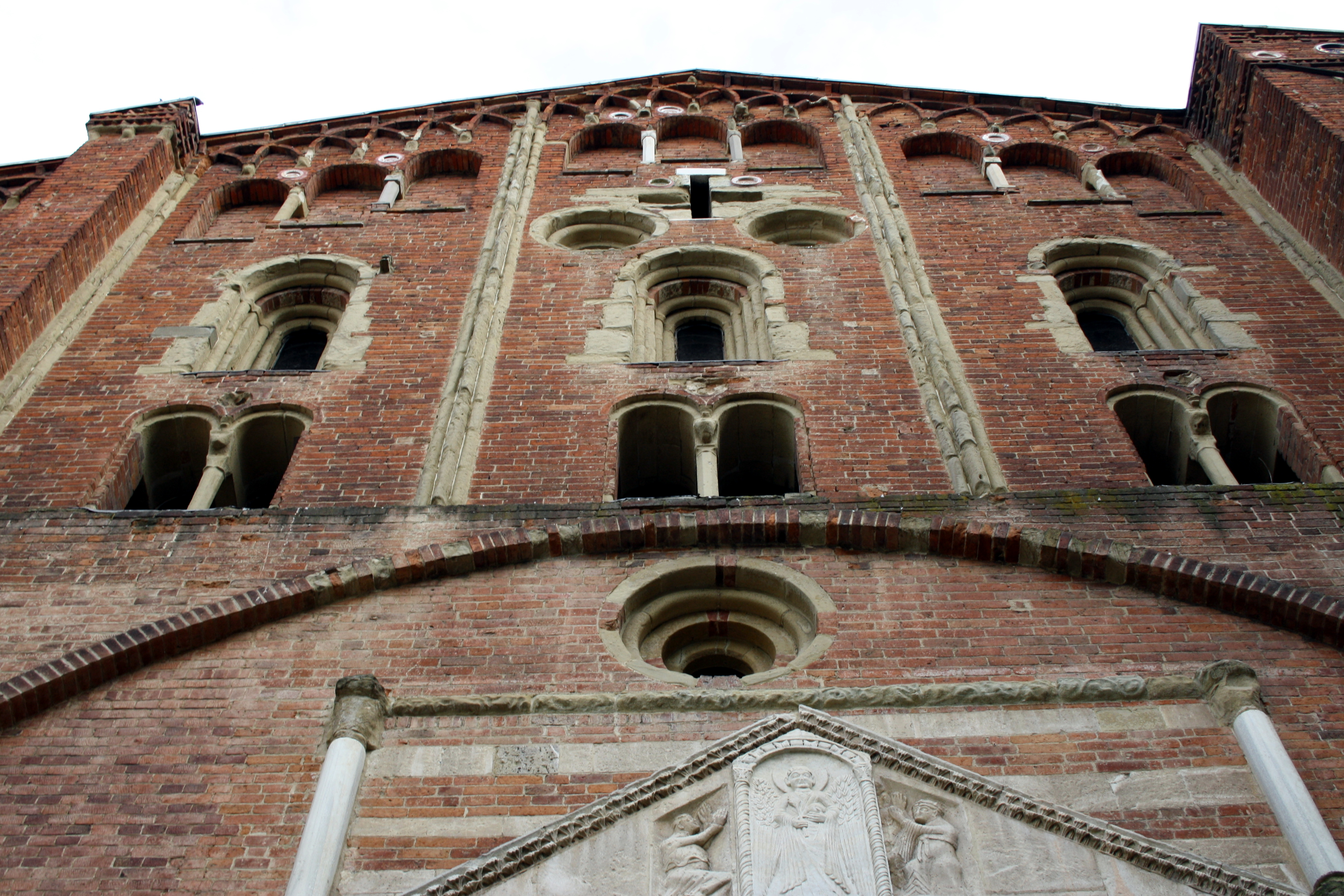
Detalle de fachada

La importancia del monasterio queda de relieve ante las considerables donaciones imperiales recibidas, entre los siglos IX al XII, por parte de los emperadores Hugo de Arlés, Otone I, Otone II, Otone III, Enrique II, Conrado II, Enrique III, Enrique V, Federico I Barbarroja. Especialmente, este último, con el diploma del 11 de febrero de 1159 confirmaba al monasterio la posesión de bienes y derechos sobre abundantes posesiones alrededor de Pavia; varios puertos sobre el Ticino; Lardirago, donde poseía también un castillo, Villanterio, Pavone de Alessadría; Casei Gerola y Voghera en el distrito de Pavia; Fombio, Brembio, Secugnago, Bertonico, San Martino en Calle y Salerano en el Lodigiano;y sobre tierras e iglesia en el Valle Trebbia, en el Monferrato, a Florencia, en el Valle Camonica, en Valle de Ossola, a Bellinzona y en varias localidades de las diócesis de Milán, Parma, Novara, Como, Vercelli, Turín, Asti, Madrugada y Ivrea.
Después del 1000, los monjes columbanos dejaron el monasterio a causa de los desórdenes y se trasladaron a los Apeninos ligures, dando vida al  monasterio de Pietramartina de Rezzoaglio; en Pavia quedaron refinado al siglo  XVI activas dos iglesias dedicadas al santo irlandés Colombano, de la que solo quedan rastros de una de ellas: la  iglesia de San Colombano Mayor.

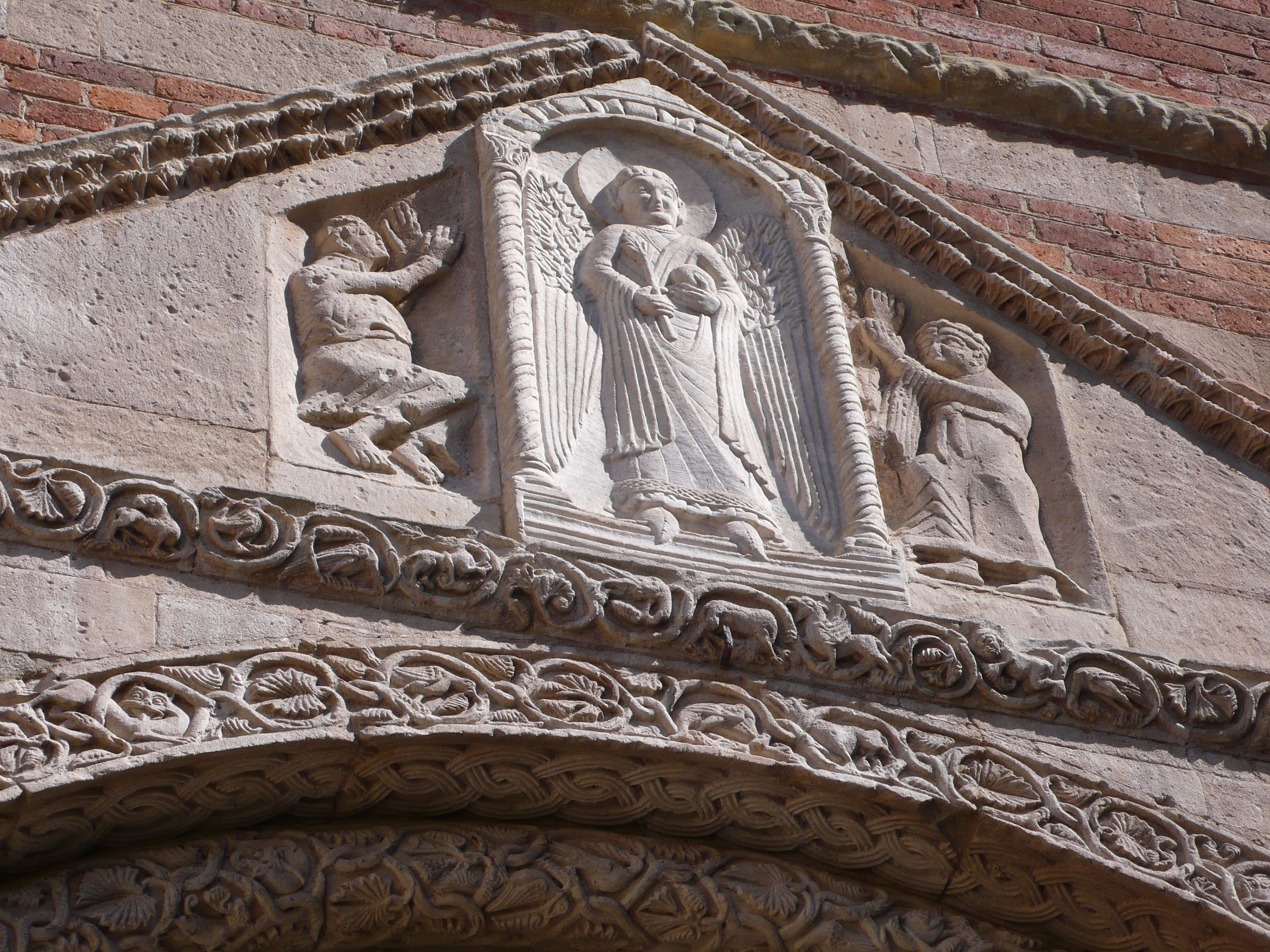
Detalle del portal

La riqueza y los privilegios del monasterio, a menudo fueron al origen de discusiones con los obispos de Pavia, choques que fueron particularmente fuertes durante los años de los obispos Guglielmo de Este y Conduzco II (1102-1106).
En el 1221 el abad del monasterio fue asesinado por algunos monjes; a causa de ese homicidio el papa Onorio III decidió transformar el monasterio en una colegiata y confiarla a los canónigos regulares de la Santa Cruz de Mortara.  Poco más tarde, el papa Juan XXII añadió a estos los padres ermitaños de San Agustín, o agustinos, dado que en la basílica se conservaban las reliquias de san Agustín de Hipona. Inicialmente los canónigos regulares y los agustinos vivieron en el mismo edificio, pero luego para evitar los contrastes que provocaba la situación, los agustinos erigieron su convento en el lado opuesto de la basílica (1332), con la fachada abierta sobre el lado oriental de la plaza homónima, mientras los canónigos realizaron un nuevo convento. Figura destacada entre los agustinos fue Iacopo Bussolari (1312-1360) que en el 1356 lideró la rebelión que expulso de Pavia a los Beccaria e instauró en la ciudad un gobierno popular que supo resistir durante casi tres años a las operaciones militares desencadenadas por los Visconti contra Pavia.

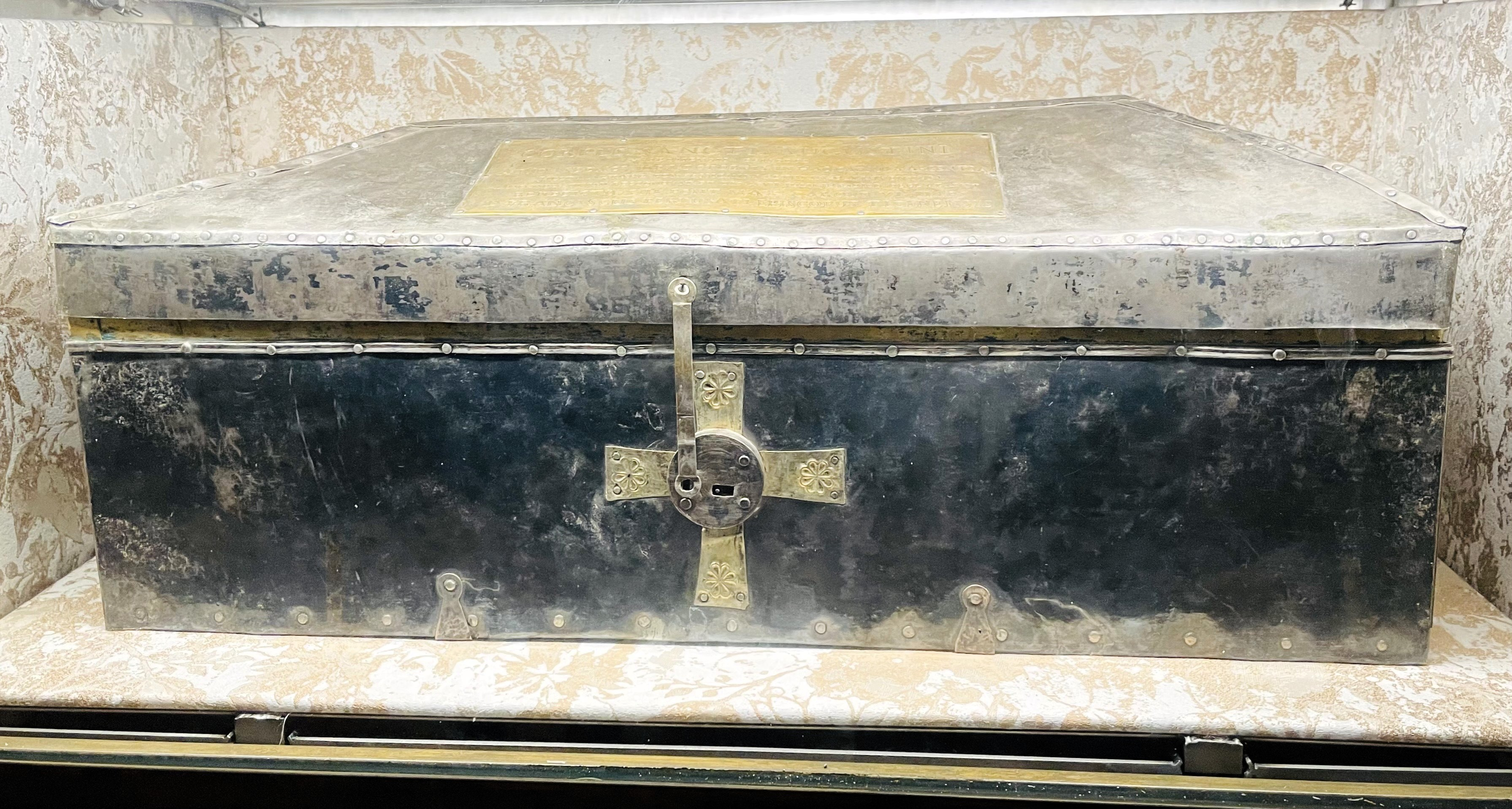
Caja con las reliquias de San Agustín, plata, 725.

En el 1365 Galeazzo II Visconti trasladó su residencia desde Milán a Pavia, en el vecino castillo Visconteo, donde instaló su corte; y queriendo recordar el pasado regio de Pavia decidió transformar la basílica —que presumía credenciales sepulcrales del calibre del rey longobardo Liutprando, de San Agustín y del filósofo Boecio—, en iglesia sepulcral de su dinastía. En el 1361 Galeazzo II de hecho concedió ofrendas a la iglesia y al año siguiente financió el embellecimiento del arca marmórea de San Agustín, esculpida por Giovanni di Balduccio. Desde ese momento el privilegio del enterramiento en el interior de la basílica regia longobarda llegó a ser un simbolo de estatus de la corte de Galeazzo II: aquí fueron de hecho sepultados los consejeros de Galeazzo:  Giovanni Pepoli y Roberto de Fronzola, el duque de Clarence Lionello y el marido de Violante, y se celebraron además los funerales del condottiero viscontino Luchino Del Gusano, muerto en el 1367 en Constantinopla. Galeazzo II mismo, cumpliendo su voluntad, fue enterrado en San Pietro in Ciel de Oro. Además los monjes mantuvieron estrechas relaciones con la corte (el prior de los ermitaños Bonifacio Bottigella fue confesor de Blanca de Saboya, mientras Dionigi de Cermenate, abad de los canónigos regulares, fue capellán y confesor de Gian Galeazzo Visconti). La basílica se mantuvo como la principal iglesia sepulcral de la corte de los Visconti en Pavia hasta la fundación de la Cartuja de Pavía: donde entre el 1384 y el inicio del siglo XV fueron  enterrados Francesco de Este, Violante Visconti —hija  primogénita de Gian Galeazzo y de  Caterina Visconti— y el condottiero ducal Facino Perro.
Desde 1509 los canónigos regulares se unieron a la orden Lateranense. No obstante, entre los lateranenses y los agustinos existían todavía descuerdo respecto al uso a de la basílica; sólo en 1635 se llegó al convenio de modo que los agustinos  utilizarían la nave derecha, y los lateranenses la de la izquierda, mientras que el altar mayor y el coro quedaban en común, alternándose, mensualmente, las dos órdenes.
Los canónigos lateranenses quedaron suprimidos en 1781 y durante algunos años el edificio que utilizaba, a la izquierda de la basílica, estuvo confiado a los franciscanos, pero en el 1799 el edificio fue confiscado y destinado a diversos usos. A su vez en 1785  los agustinos fueron alejados de su convento, y lo ocuparon los domenicos, pero dicho convento también fue confiscado en 1799.

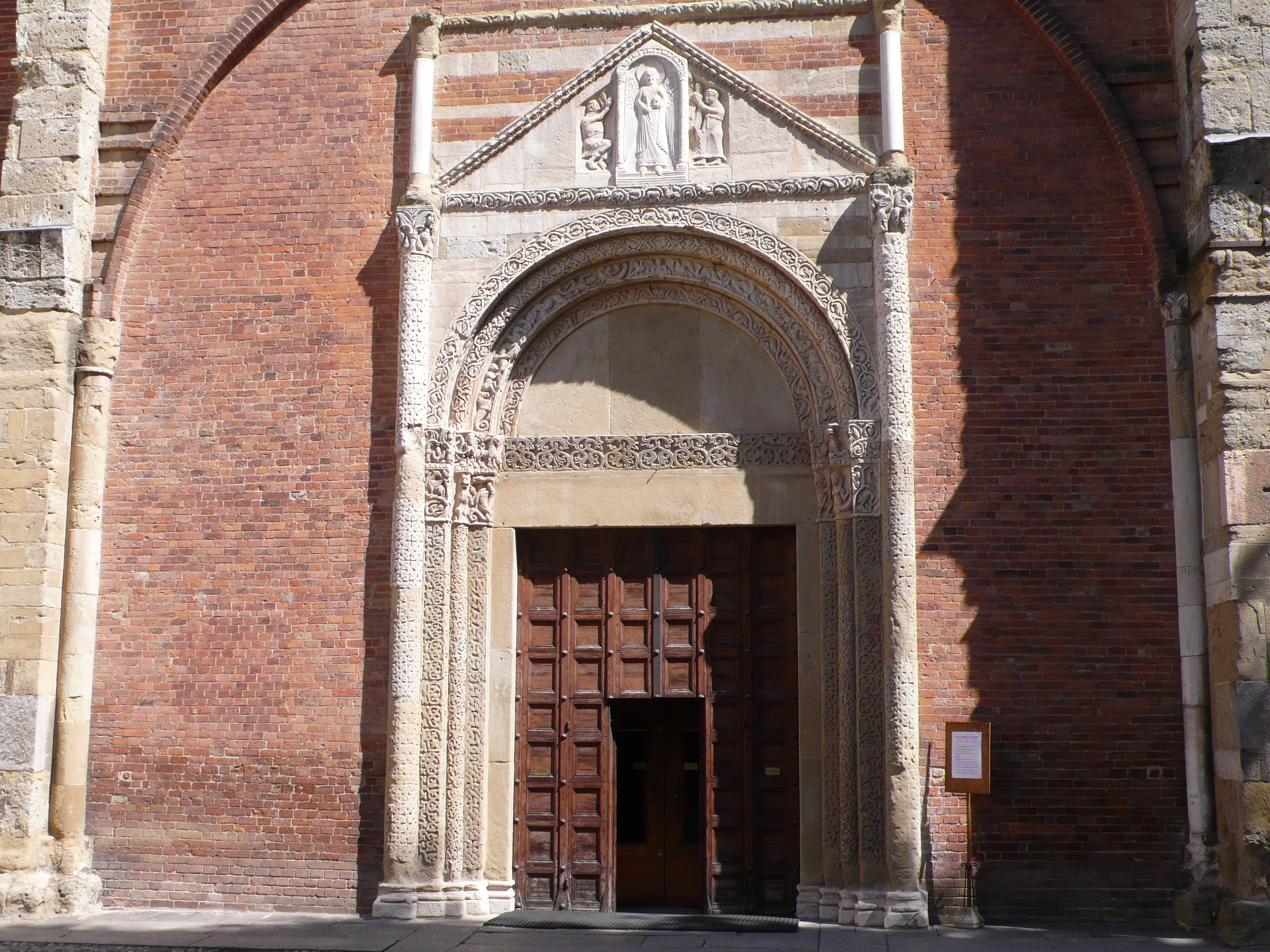
Porata de la iglesia

### La ruina napoleónica

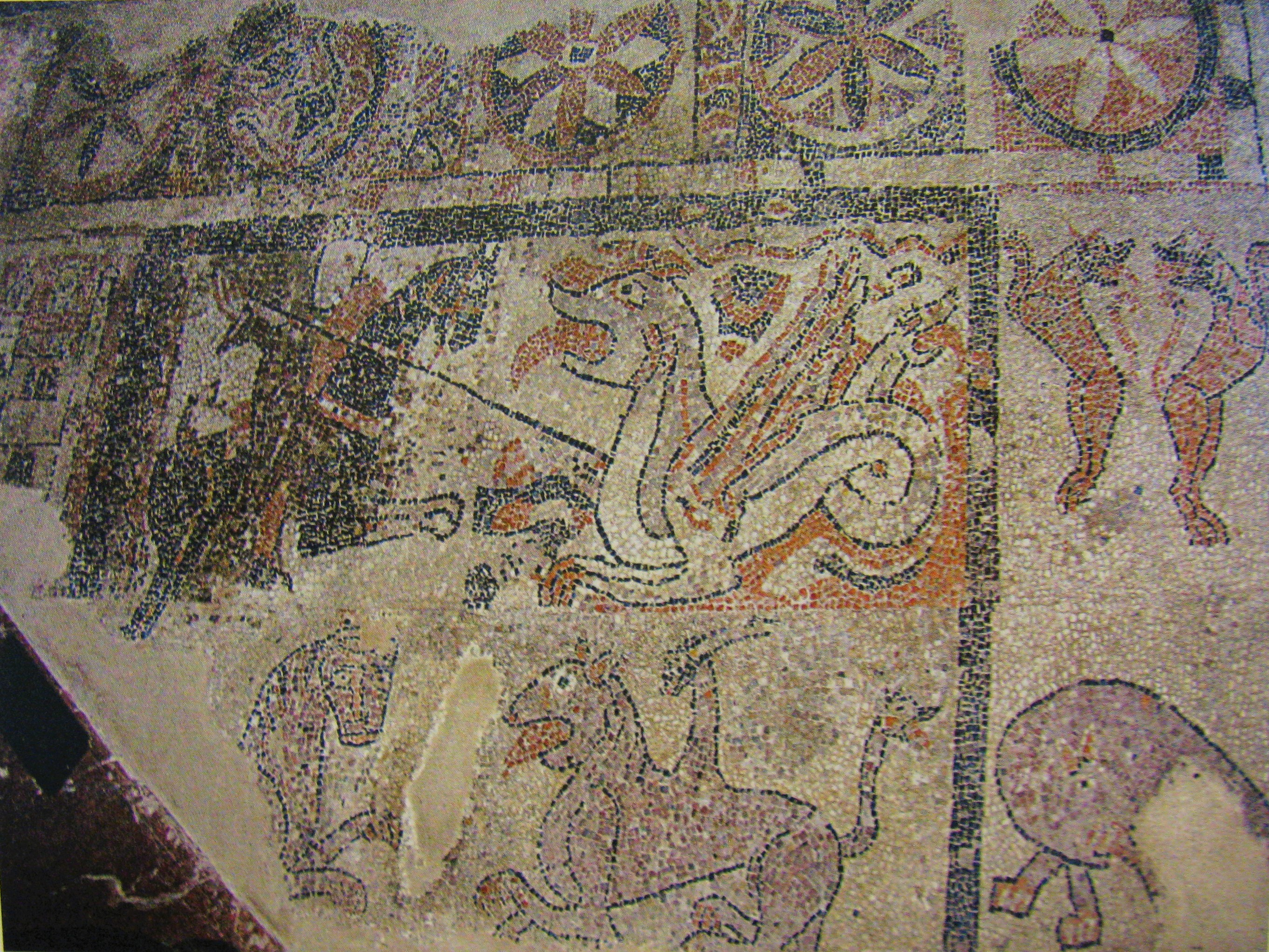
Restos del mosaico del pavimento del

En el 1796 las tropas de Napoleón Bonaparte entraron en la ciudad y expoliaron la iglesia, que fue desconsagrada y usada como establo o depósito, mientras los frailes fueron expulsados  y los conventos confiados a los militares. El siglo XIX fue muy perjudicial para el edificio una vez abandonado: la nave derecha y el primer tramo de la nave  central se desomoronaron y todo el templó quedó abierto al exterior, con grave daño para los frescos sobrevividos. Frente a este estado, la «Sociedad Conservadora de' monumentos pavesianos del arte cristiano», bajo la presidencia de Carlos dell'Acqua, trató con el ejército la devolución de la basílica y del antiguo convento de los agustinos, lo que se consiguió en el 1884.

### La resturación y la repertura al culto en 1896
Las obras de restauración, encomendadas a la dirección del arquitecto de Pavía Angelo Savoldi, profesor del Politécnico de Milán e inspector real de los monumentos de Pavía, se llevaron a cabo entre 1875 y 1896 y devolvieron el prestigioso conjunto románico a su antiguo esplendor, salvándolo de la inminente ruina total mediante la reconstrucción de las naves derruidas, la cripta y eliminando otras manipulaciones que en siglos anteriores se habían producido en el trazado medieval de la basílica. Las obras finalizaron tras la solemne reapertura al culto de la basílica, que tuvo lugar el 15 de junio de 1896.  Los restos de san Agustín, que habían sido trasladados a la catedral de Pavía, fueron devueltos a la iglesia, junto con el arca del siglo XIV destinada a albergarlos.
La iglesia está oficiada por los monjes agustinos, que volvieron a ocupar el antiguo convento.

## Arquitectura

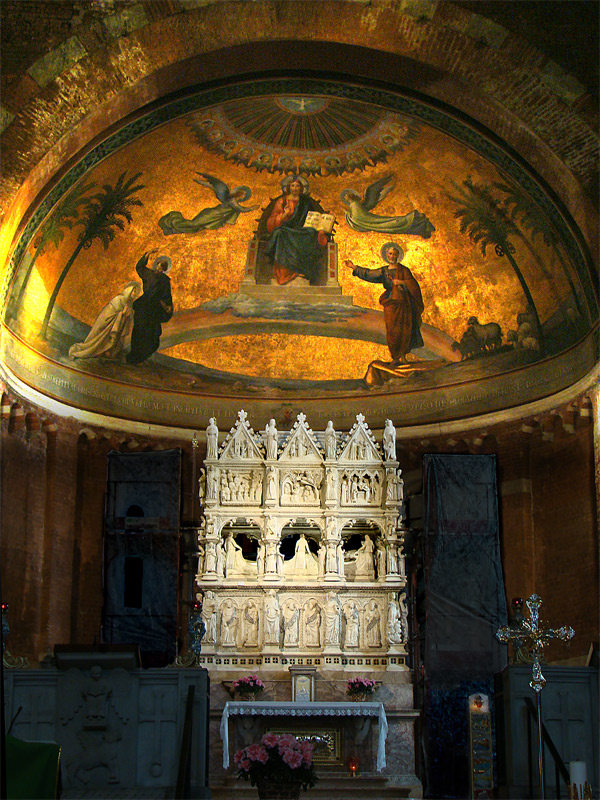
El "Ciel de Oro"

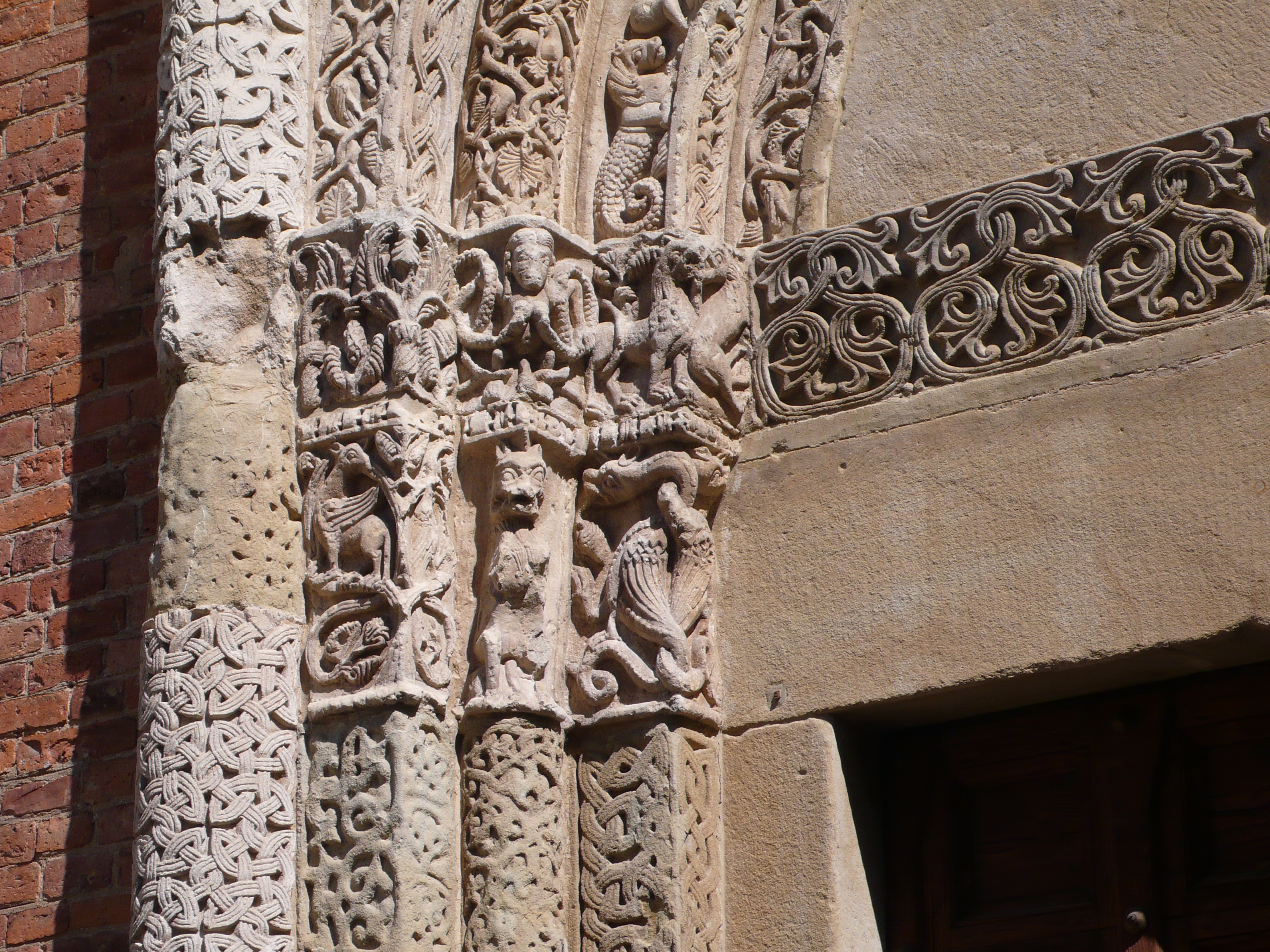
Detalle de la portada

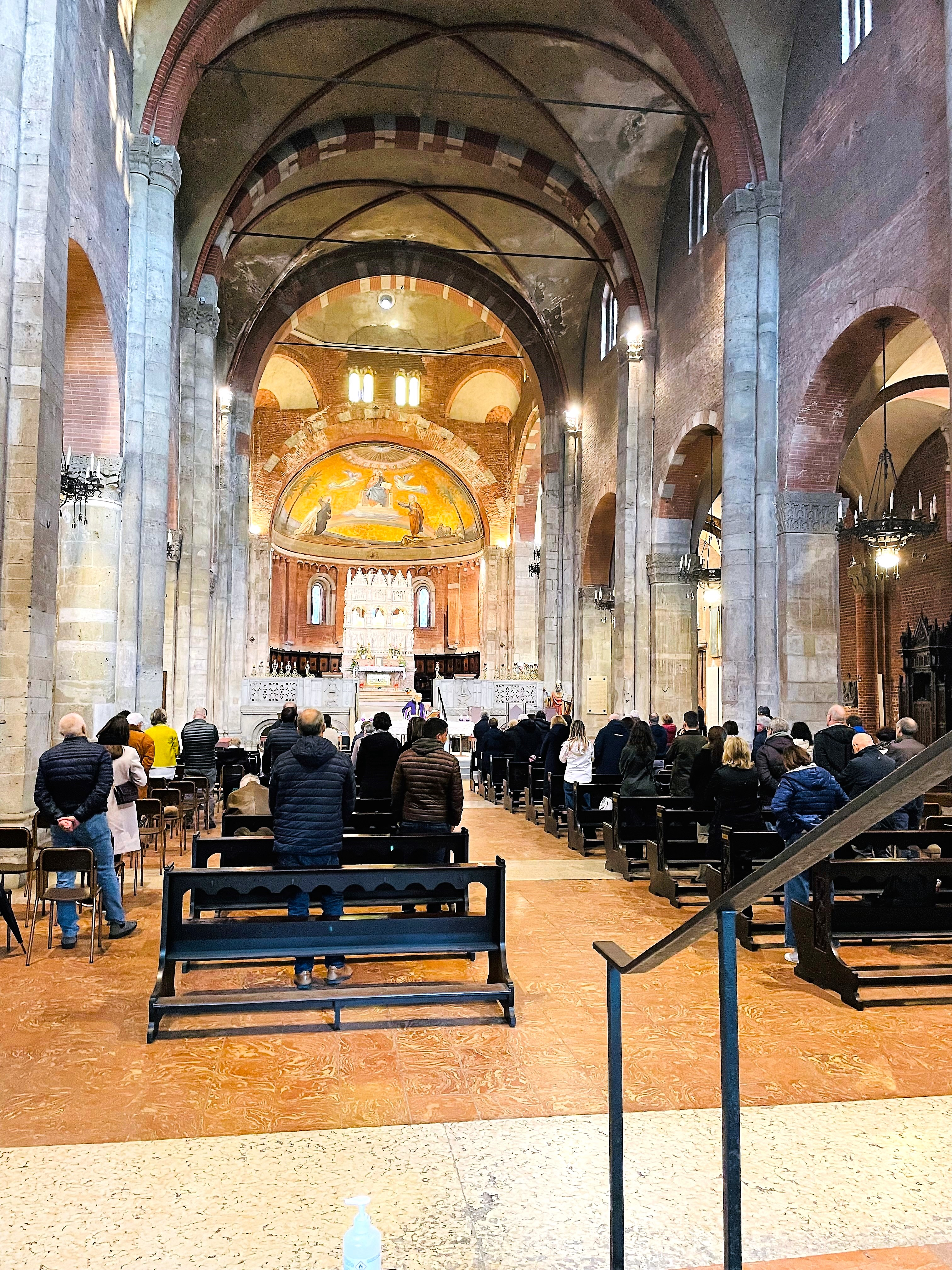
Detalle del interior

Quedan muy pocos restos de la iglesia lombarda, escondidos bajo la reconstrucción románica completada hacia 1132. San Pietro in Ciel d'Oro, como muchas otras iglesias de Pavía de la época, se presenta como un edificio de ladrillo con tres naves con crucero, ábside y cripta.
La fachada se presenta como un gran hastial, que refleja una cubierta a dos aguas, con dos contrafuertes perpendiculares al plano de la fachada y que la dividen en tres zonas, correspondientes a las naves interiores; el contrafuerte de la derecha alberga una escalera interna que permite el acceso a la cubierta. La parte superior está coronada por una logia ciega y un motivo de arcos entrelazados. La piedra (arenisca) se utiliza solo para las partes más importantes, como la portada, las ventanas y los ojos de buey. A lo largo de los contrafuertes se pueden ver las huellas de un antiguo nártex, o quizás un pórtico con cuatro lados, que precedía a la entrada a la iglesia.

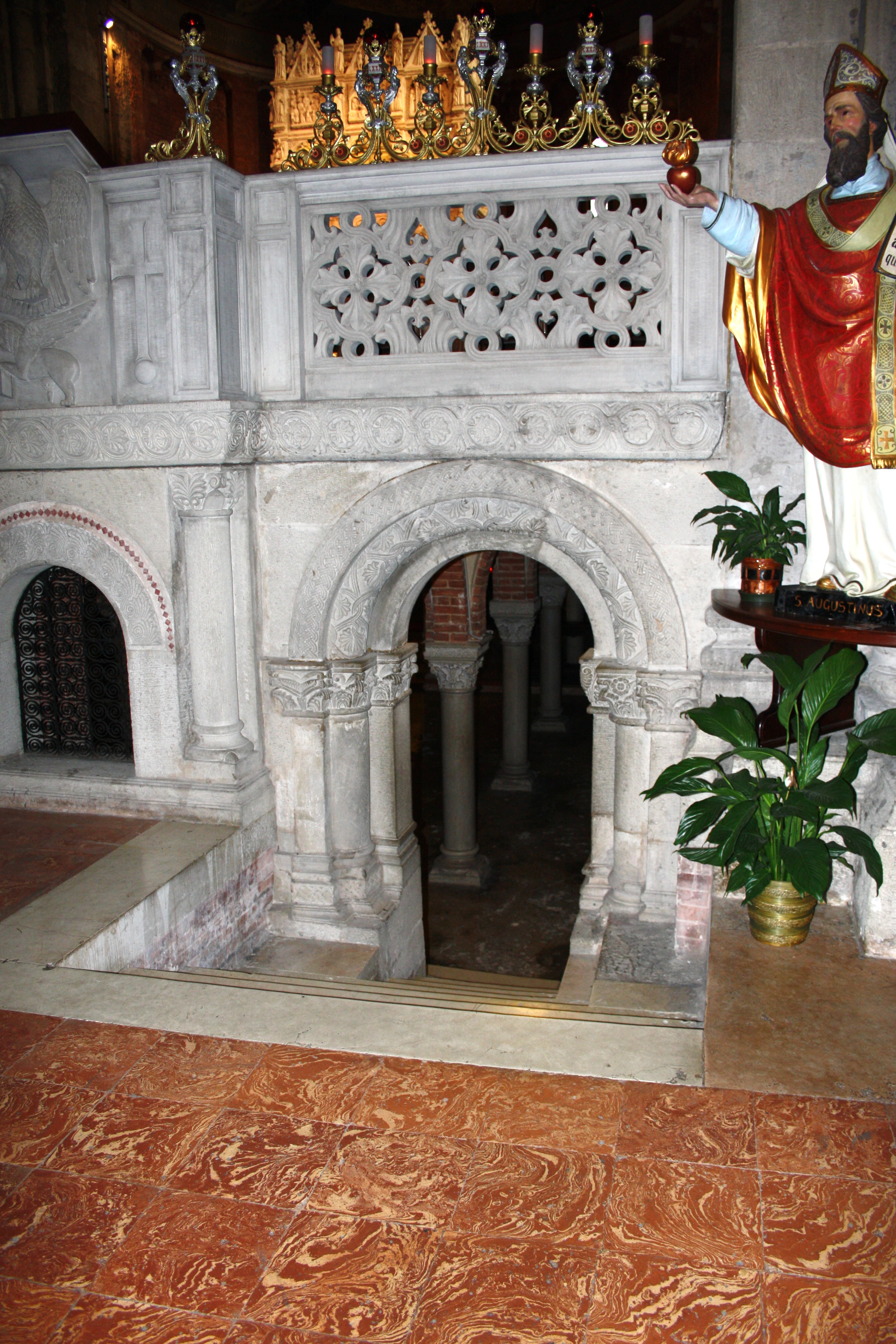
La entrada a la cripta

El interior está distribuido en cinco tramos, rectangulares en la nave central y cuadrados en las naves laterales. En comparación con la basílica de San Michele Maggiore, se percibe inmediatamente las diferentes proporciones de la nave central, más ancha, más larga y menos esbelta, la sucesión más rigurosa de los pilares, todos aproximadamente con la misma sección en lugar de alternar como en la otra iglesia, y la ausencia de las galerías femeninas. Los vanos, del segundo al quinto, están cubiertos con bóvedas de crucería; el primero, más alto, casi en función de un atrio interno como o incluso un falso crucero, está cubierto por una bóveda de cañón. También realiza funciones estáticas ya que sirve de soporte a la fachada. El diferente esquema de cubierta también es perceptible en el exterior, por la pendiente que muestra la cubierta en los distintos tramos. La bóveda de crucería de la nave central fue reconstruida en 1487 por Giacomo da Candia. Los dos primeros tramos de la nave izquierda están decorados con interesantes frescos del siglo XVI. Tras el arco de triunfo, se abre el crucero que, a diferencia del de San Michele Maggiore, no sobresale del cuerpo principal, sino que ocupa la profundidad de las tres naves. Las tres naves están cerradas al este por ábsides decorados exteriormente con una logia ciega, similar a la fachada, como es habitual en la arquitectura románica; la bóveda de la nave central, más grande que los otros dos, está decorada con un fresco de Ponziano Loverini (1900) que incorpora un mosaico antiguo, destruido en 1796. En la intersección de la nave y el crucero se eleva la cúpula octogonal sobre penachos de tipo lombardo, cubierta exteriormente por una linterna de terracota.
La cripta, reconstruida durante las restauraciones del siglo XIX sobre las trazas existentes, ocupa el espacio del presbiterio y el coro y está conectada con la nave principal y las dos laterales por cuatro escaleras; cerrada al este por un ábside, se divide en cinco naves mediante veinticuatro columnas que sostienen bóvedas de crucería, que a su vez sostiene el piso de las dos habitaciones superiores. La cripta alberga los restos de Severino Boecio . Apoyado contra la pared del fondo, se puede ver el antiguo pozo, que se decía que tenía propiedades curativas, que ya existía en el siglo XII y fue restaurado durante las restauraciones de finales del siglo XIX.

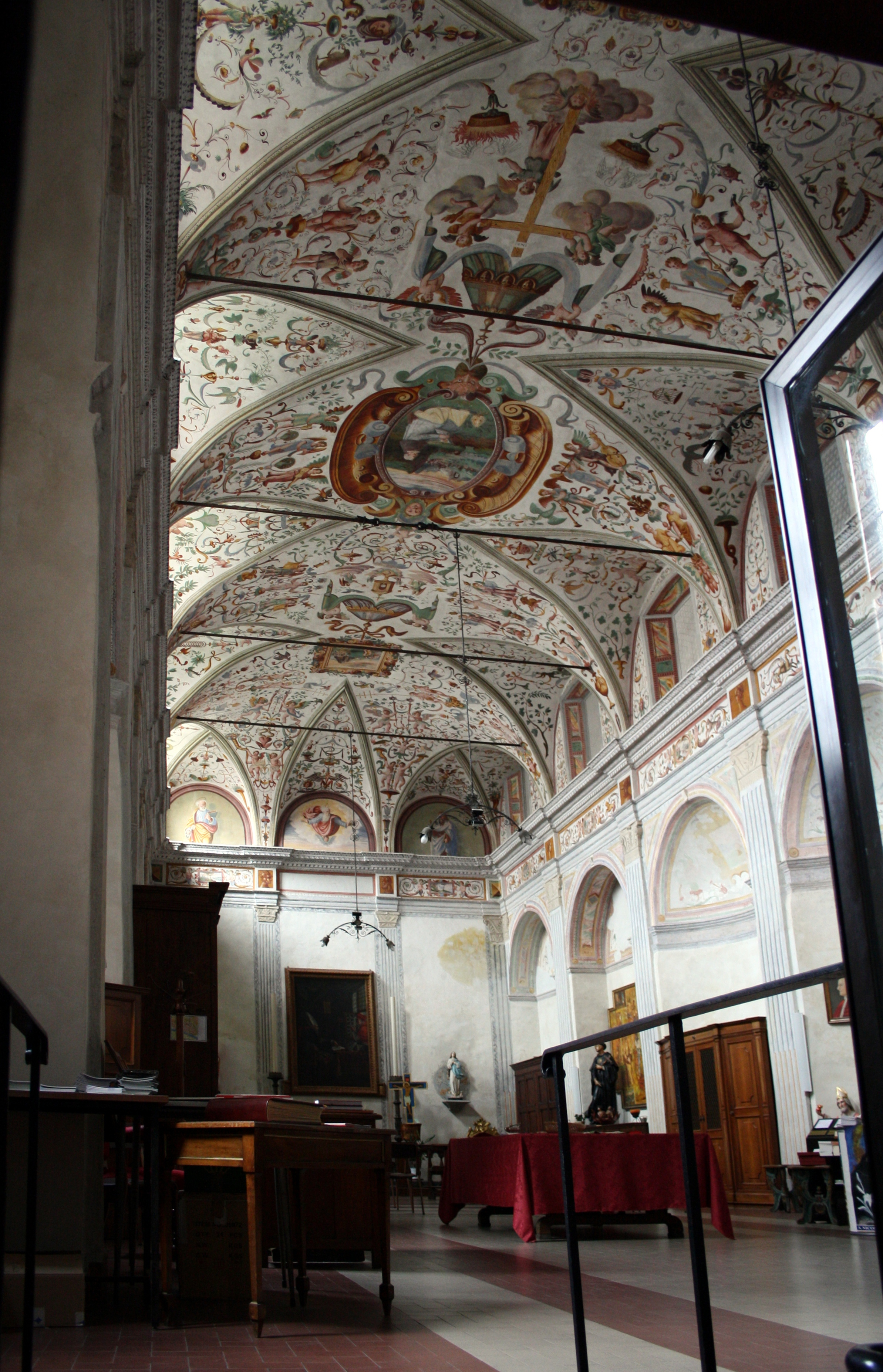
Bóveda de la sacristía

Desde el pasillo de la izquierda se accede a la Nueva Sacristía, una sala rectangular amplia y aireada de genuino estilo renacentista, con bóvedas de crucería con excelentes frescos;
En la iglesia hay un magnífico órgano de tubos construido en 1913 Lingiardi y modificado por Mascioni en 1978 y restaurado en 1990 por la empresa Inzoli. El instrumento tiene dos teclados y pedalero y está contenido en una suntuosa caja en estilo neogotico.

### El arca de San Agustín

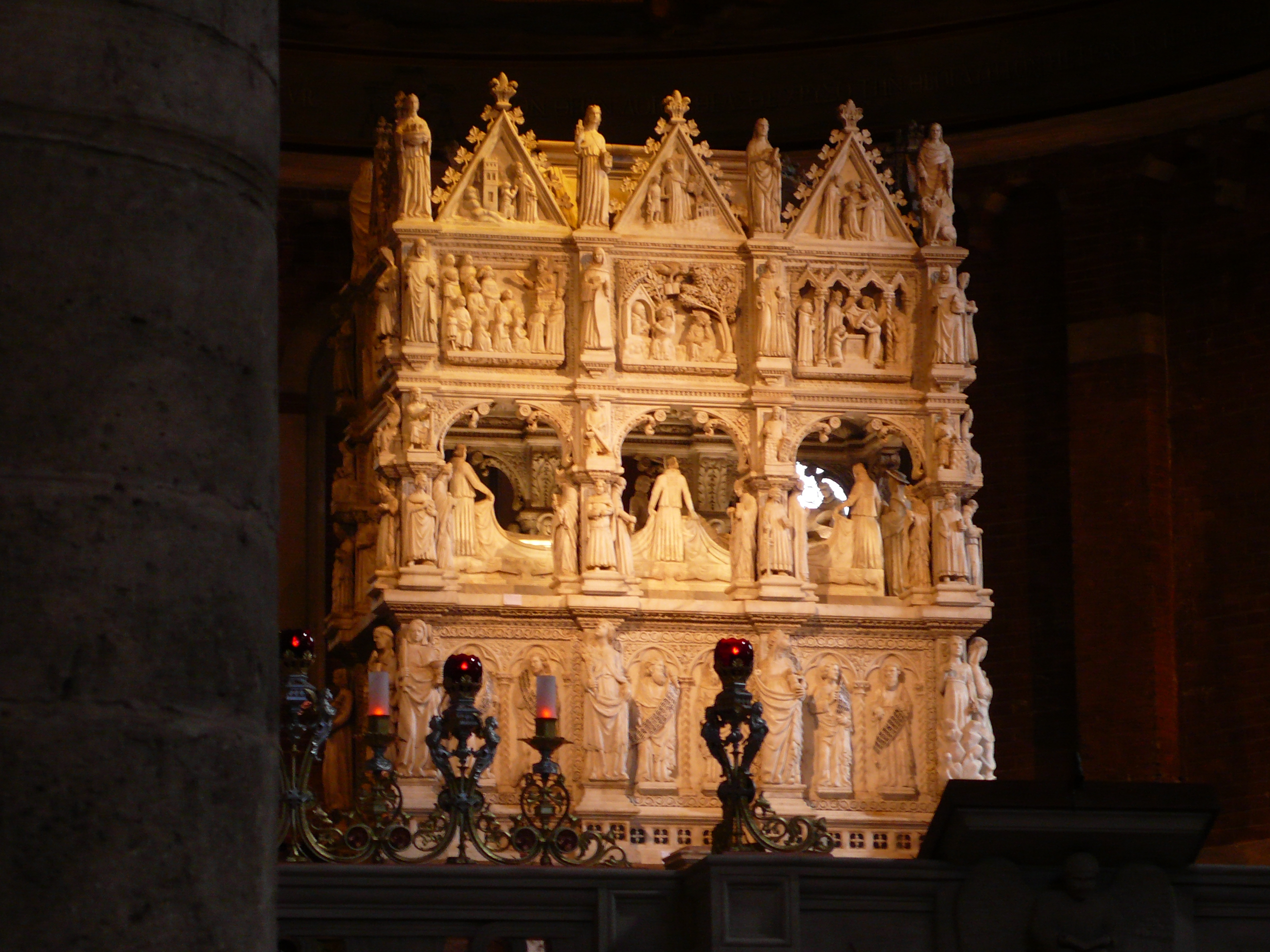
Giovanni di Balduccio, Arca de San Agustín

En el presbiterio, situado delante del coro,  se encuentra el Arca de San Agustín, una obra maestra de mármol de siglo XIV esculpido por Giovanni di Balduccio.
Es una obra gótica dividida en tres franjas: debajo  un pedestal que contiene la urna con los restos del santo; en el centro, una franja abierta, con la estatua de San Agustín dormido y, en la parte superior, la última franja, apoyada sobre pequeños pilares y coronada por cúspides triangulares. Toda la obra está decorada con más de 150 estatuas, que representan ángeles, santos y obispos, y con azulejos con la vida del santo.
El arca fue encargada en 1362 durante el priorato de Bonifacio Bottigella, célebre profesor de la universidad de Pavía.

### Cripta y sepultura de Boecio

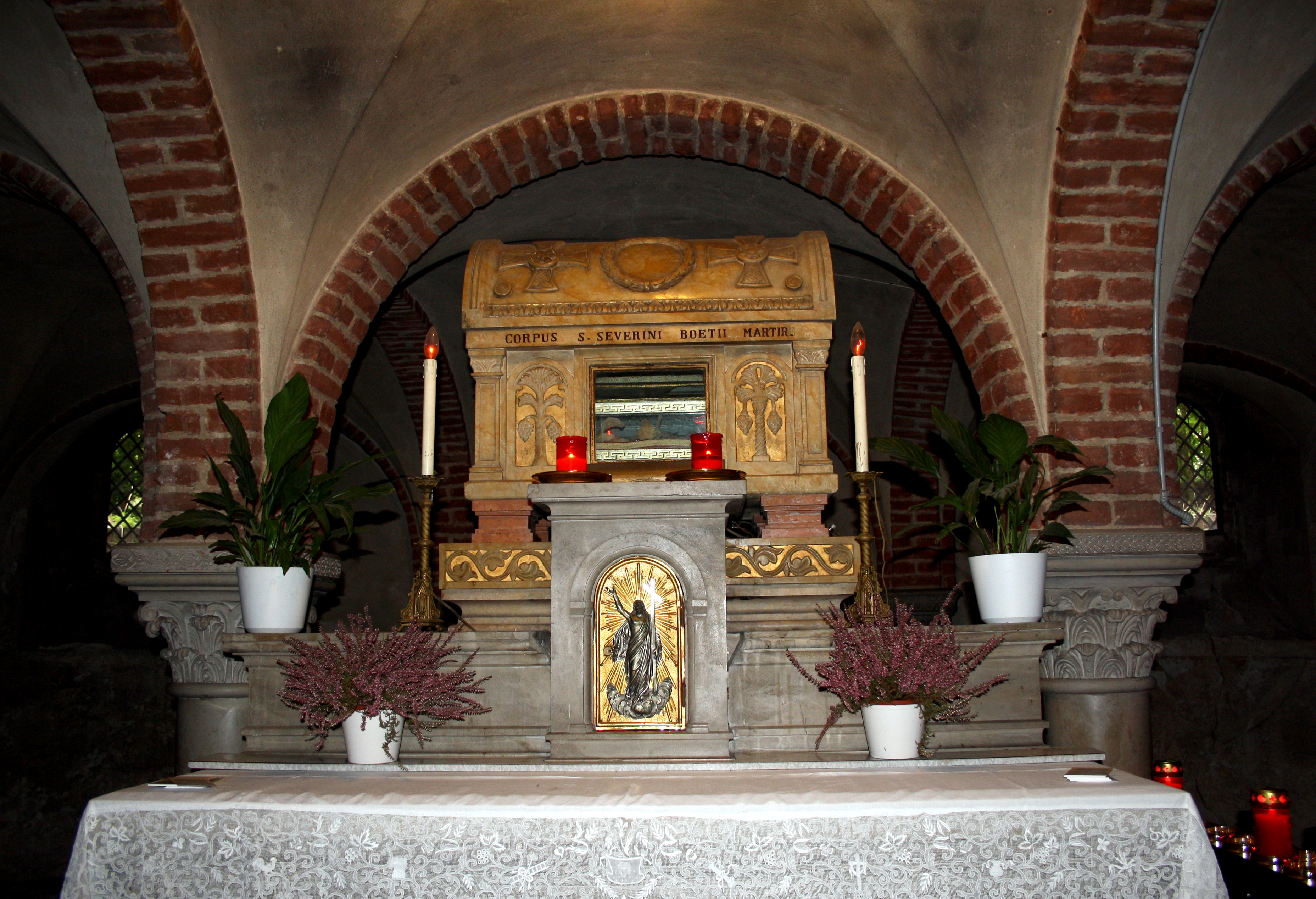
Tumba de Boecio en la cripta

En la misma cripta se conserva también los restos de Boecio , el filósofo autor de De Consolatione Philosophiae, obra inmortal, escrita por él durante los dos años de exilio en Pavía. Fue asesinado en el año 525 por el rey ostrogodo Teodorico.
Dante también habla de este entierro en la Divina Comedia, en el canto X del Paraíso donde está escrito:
En el Paraíso de Dante, en el cielo del Sol, entre los espíritus bienaventurados de la primera corona, que en tierra han brillado para su sabiduría cristiana, junto a filósofos, literatos, científicos y hombres de acción, Dante coloca también a Severino Boezio, indicado a través la perifrasi “anima santa” y cita expresamente la iglesia de "Cieldauro".

Dante Alighieri, Divina Comedia Paraíso - Canto décimo, versos 124-129.
Per vedere ogne ben dentro vi gode

l’anima santa che ‘l mondo fallace

fa manifesto a chi di lei ben ode

Lo corpo ond'ella fu cacciata giace

giuso in Cieldauro; ed essa da martiro

e da essilio venne a questa pace.
En el Paraíso de Dante, en el cielo del Sol, entre los espíritus bienaventurados de la primera corona, que en tierra han brillado para su sabiduría cristiana, junto a filósofos, literatos, científicos y hombres de acción, Dante coloca también a Severino Boecio, indicado a través la perifrasi “anima santa” y cita expresamente la iglesia de "Cieldauro".

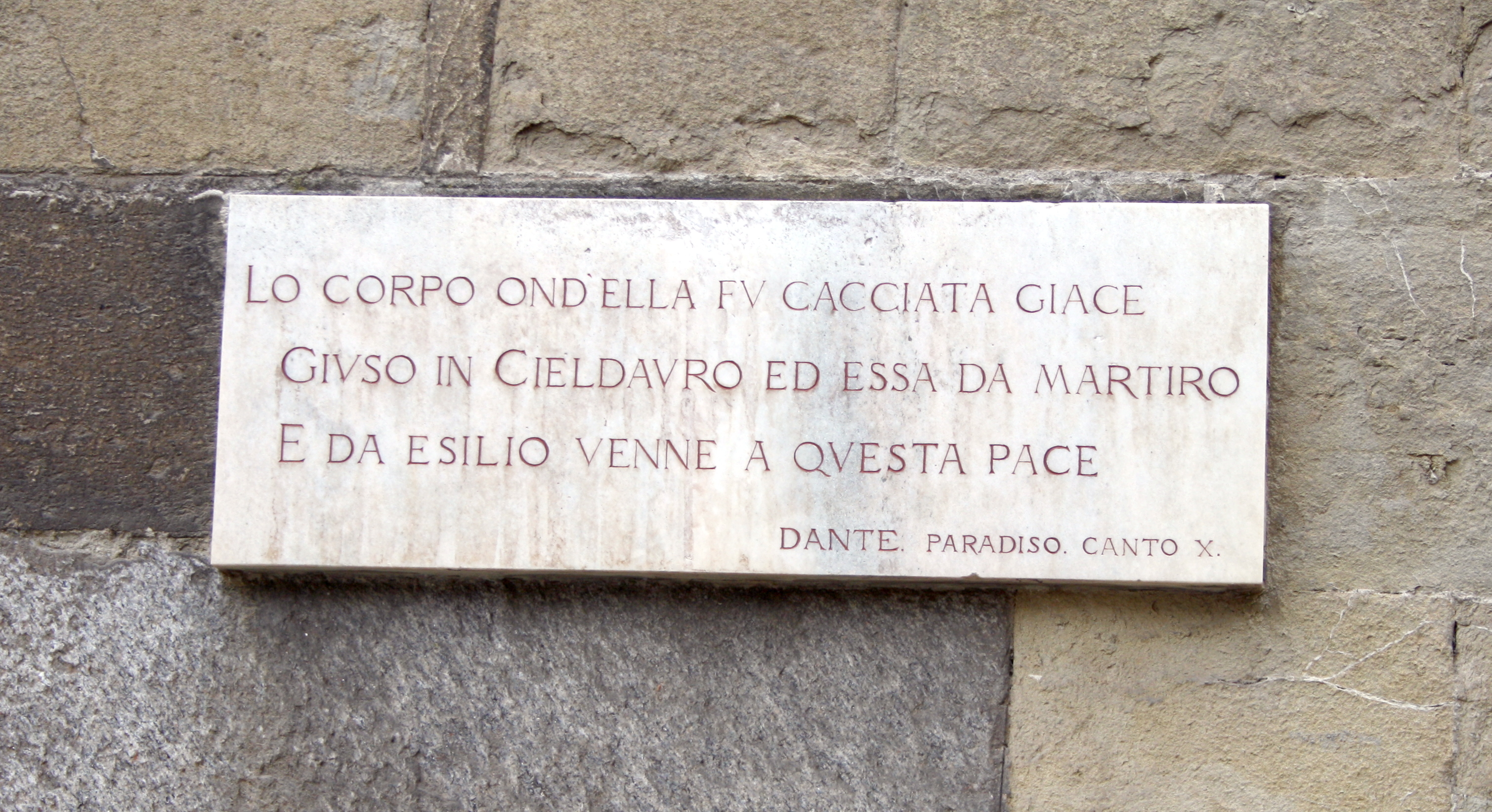
Lápida sobre la fachada

Los restos de Boecio están colocadas en una pequeña urna de estilo carcaterístico de Ravena, ejecutada por Antonio Cassi sobre dibujo del arquitecto Brusconi. Detrás del altar sobre una lastra de mármol se reoge un epitaffio que celebra la sabiduría de Boecio y que está atribuido a Gerberto de Aurillac, luego papa Silvestre II.

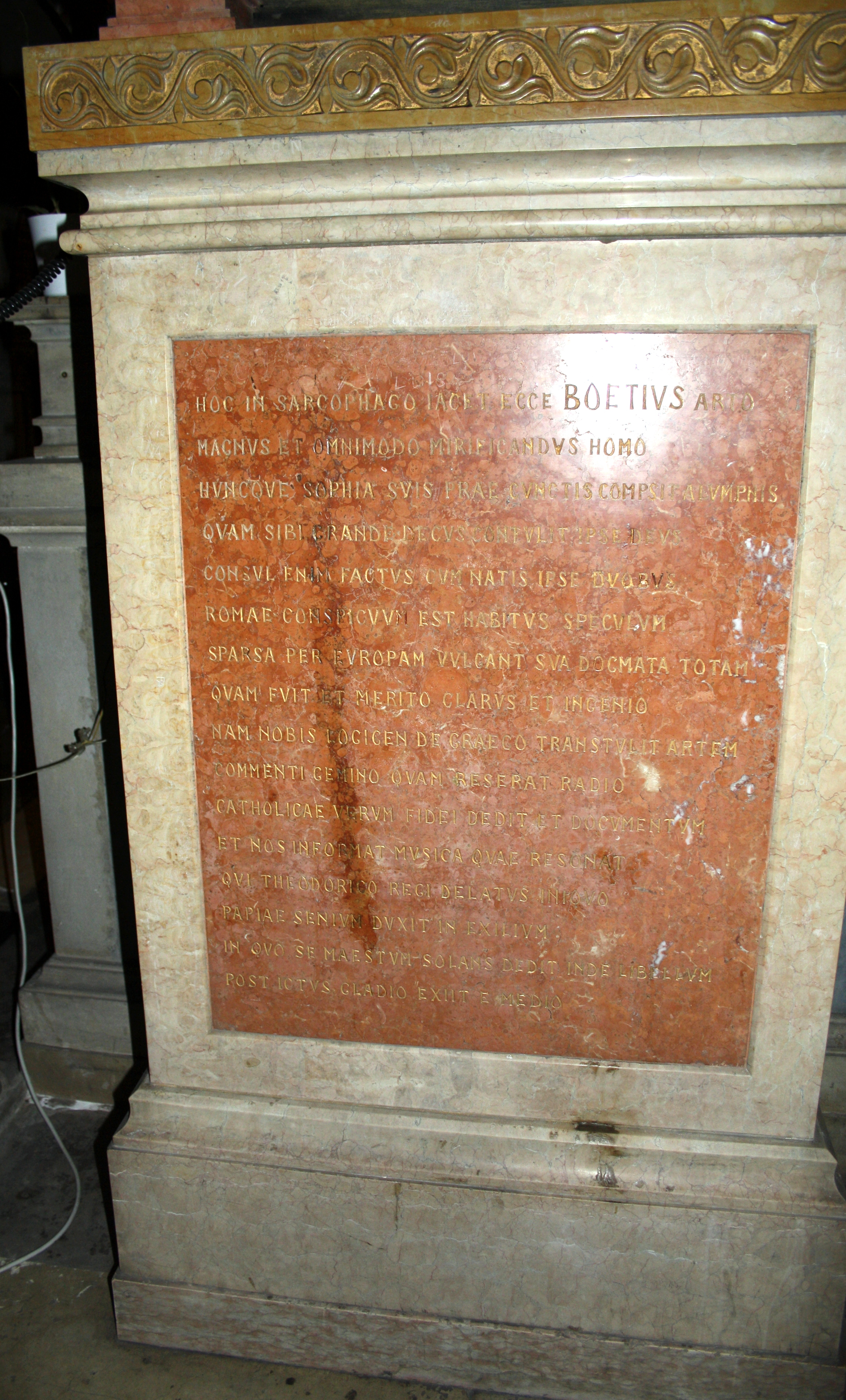
Placa de mármol con el epitaffio de Boecio de Silvestre II

### Otras sepulturas
También alberga las tumbas del líder mercenario Facino Cane (1360-1412), algunos concejales de Galeazzo II como Giovanni Pepoli, Roberto de Fronzola, y personalidades destacadas como Lionello Duce di Clarence, esposo de Violante Visconti, y Francesco d ' Este.

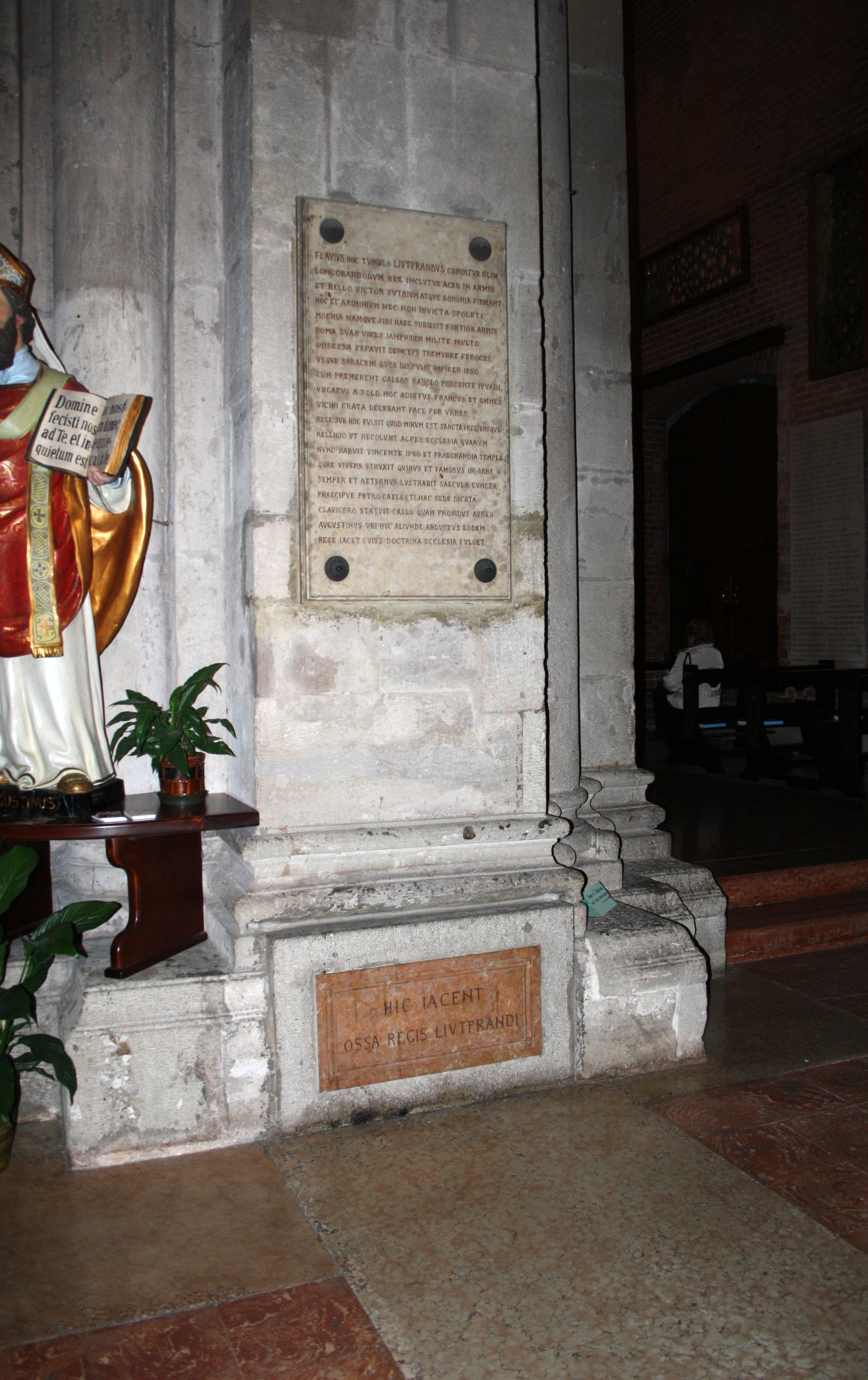
Tumba del rey Liutprando

El rey lombardo Liutprando (circa 690-744) también está enterrado en la base del último pilar de la nave derecha. Los restos del rey fueron encontrados y reconocidos el 6 de agosto de 1895 por el conservador del museo cívico de Pavía Rodolfo Majocchi y por Carlo dell'Acqua, presidente de los Monumentos de arte cristiano de la Sociedad Conservadora de Pavía. Sobre el descubrimiento de los huesos del rey, Majocchi escribió la monografía Los huesos del rey Liutprand descubiertos en S. Pietro en Ciel d'Oro di Pavia, Milán, 1896. En el momento de su muerte, Liutprando fue inicialmente enterrado en la iglesia de Sant'Adriano de Pavia, que estaba ubicada cerca de Santa Maria alle Pertiche. 
En la época de la comuna medieval, sus restos, junto con los de su padre Ansprando, fueron transportados a la iglesia de San Pietro en Ciel d'Oro, donde se erigió un monumento funerario consistente en un sarcófago de mármol, levantado sobre columnas, sobre el que la efigie del Rey. En el siglo XVI, sin embargo, debido a las disposiciones adoptadas con el Concilio de Trento, el monumento fue desmantelado y los restos del soberano enterrados en el suelo de la iglesia.
Por último, en 2018, los huesos del soberano fueron objeto de una investigación bioarqueológica y genética.

## Otros hechos notables
- 29 junio 743: el papa Zacarias celebró una función litúrgica con el fin de alcanzar una conciliación pacífica con el rey longobardo Liutprando.
- 997: la basílica fue visitada de papa Gregorio V.
- 998: se celebró un concilio presidido por Gerberto, en ese momento abad de San Colombano de Bobbio y arzobispo de Ravenna, y que posteriormente llegó a ser papa con el nombre de Silvestre II en 999. En el concilio estuvo presente el emperador del Sacro Romano Imperio Otón III.
- 1020: se celebró otro concilio en el que estuvo presente el arzobispo de Milán Ariberto de Intimiano, inventor en el 1038 del Carracio.
- 1349: Santa Brigida de Suecia, mientras se dirigía en peregrinación hacia Roma, se detuvo en Pavia para venerar las reliquias de San Agustín en San Pietro en Ciel de Oro.
- 2007: la basílica fue visitada por el papa Benedicto XVI.